# Territorialer Grundschlüssel
Der Territoriale Grundschlüssel (TGS) war in der DDR ein Instrument der elektronischen Rechentechnik „bei der einheitlichen Erfassung, Dokumentation und Aktualisierung territorialer Daten über Wohnbezirke, Straßen und Häuser/Grundstücke“. Der TGS wurde mit der Anordnung über die Anwendung des Territorialen Grundschlüssels  zum 1. Januar 1969 eingeführt.

## Einführung des Territorialen Grundschlüssels
Nachdem die westeuropäischen Länder in den 1950er Jahren mit dem Aufbau rechnergestützter Bevölkerungsregister begannen und einige Länder Ende der 1960er Jahre numerische oder alphanumerische Identifikationsmerkmale (Personenkennzeichen) für ihre Bürger einführten, schloss sich die DDR dieser Entwicklung an. Mit nicht veröffentlichten Ministerratsbeschlüssen begann man den Aufbau einer zentralen Personendatenbank (PDB) der DDR in Berlin-Biesdorf, deren verkürzte personenbezogene Datensätze auch die örtlichen Staatsorgane zur weiteren Nutzung für ihre Projekte erhielten, sowie mit der Schaffung von Einwohnerdatenspeichern. Bestandteile der zentralen Personendatenbank waren der 1969 eingeführte TGS sowie die am 1. Januar 1970 eingeführte Personenkennzahl (PKZ). Die Datenbank sowie deren Ausbau und Koordinierung war in den folgenden Jahren Gegenstand etlicher weiterer Ministerratsbeschlüsse.
Die örtlichen Räte hatten sicherzustellen, dass der 1969 eingeführte TGS für alle Stadtkreise, kreisangehörigen Städte, Stadtbezirke und Gemeinden zum 1. Januar 1978 dokumentiert vorlag und danach mindestens einmal jährlich aktualisiert wurde.

## Aufbau
Der Aufbau des TGS war erstmals in der Anlage zur Anordnung über die Anwendung des Territorialen Grundschlüssels vom 5. Dezember 1968 beschrieben. Nach § 2 Absatz 2 dieser Anordnung schloss der TGS „an die Numerierung der Bezirke, Kreise und Gemeinden des Verzeichnisses der Gemeinden und Ortsteile der DDR  an“. Die 1976 an Stelle der Anordnung von 1968 getretene Anordnung über den Territorialen Grundschlüssel  schrieb in § 2 Absatz 1 eine Ergänzung des TGS um eine einstellige Prüfziffer unter Einbeziehung der Gemeindenummer fest. Gemeindenummer, TGS und Prüfziffer sind somit als eine Einheit anzusehen. Deshalb wird umgangssprachlich auch diese Ziffernkombination als Territorialer Grundschlüssel bezeichnet, obwohl im engeren Sinne die Gemeindenummer nicht zum TGS gehört.
Die Gemeindenummer bestand aus insgesamt sechs Ziffern, die sich wie folgt zusammensetzten:
- Die ersten beiden Ziffern bezeichneten den Bezirk (siehe untenstehende Tabelle).
- Die dritte und vierte Stelle identifizierten den Landkreis, dem die Gemeinde angehörte, bzw. den Stadtkreis. Dabei standen die Ziffern 0X bis 30 für die Landkreise und die Ziffern 31 bis 35 für Stadtkreise.
- Die letzten beiden Ziffern schließlich unterschieden die Gemeinden innerhalb eines Landkreises. Bei den Stadtkreisen standen an dieser Stelle zwei Nullen bzw. zwei Ziffern für den Stadtbezirk.[15]
- Eine Ausnahme bildete die Stadt Ost-Berlin, diese wurde wie ein Bezirk behandelt (Bezirksnummer 15). Die dritte und vierte Stelle identifizierten einen von bis zu elf Ost-Berliner Stadtbezirken, wobei nur die Ziffern 01, 04, 05, 09, 10, 11, 15, 16, 17, 18 und 19 belegt waren, ausgehend von der ursprünglich noch berücksichtigten Nummerierung der Groß-Berliner Bezirke und später ergänzt um drei hinzugefügte eigentlich nach West-Berlin gehörige Nummern nach der Neubildung dreier Ost-Berliner Bezirke ab 1979 als 9., 10. und 11. Stadtbezirk der Hauptstadt der DDR.

Der eigentliche TGS bestand seit 1976 aus zehn Ziffern:
- Drei Ziffern standen für den Wohnbezirk.
- Die folgenden zwei Ziffern bezeichneten die Straße bzw. den Straßenabschnitt im Wohnbezirk.
- Danach folgten drei Ziffern für die Haus-/Grundstücksnummer und eine Ziffer für die alphabetische Unterteilung der Haus-/Grundstücksnummer (so stand z. B. 004 2 für die Hausnummer 4 b).
- Als letzte Ziffer folgte eine Modulo-9-Prüfziffer über die gesamten 15 Stellen von Gemeindenummer und TGS.

Entsprechend territorialen Erfordernissen konnte der TGS im Anschluss an die Prüfziffer ergänzt werden. Eine solche Ergänzung stellte die „Verschlüsselung der Wohnungen und Gewerberäume (Wohnungsnummern)“ dar (siehe untenstehende Tabelle).
Die Gemeindenummer entsprach im Wesentlichen dem heute verwendeten Amtlichen Gemeindeschlüssel (AGS). Bei Einführung des AGS in den östlichen Bundesländern wurde dieser möglichst identisch zu den alten Gemeindenummern gebildet, die Analogie zu den Blockseitennummern der Kleinräumigen Gliederung bilden die Wohnbezirke des TGS.

### Beispiele
- 13 08 39 009 04 021 0 4 = Bezirk Leipzig, Landkreis Leipzig, Gemeinde Panitzsch, Wohnbezirk 9, Straße 4, Haus-Nr. 21
- 13 31 00 021 10 036 3 6 = Bezirk Leipzig, Stadtkreis Leipzig, Wohnbezirk 21, Straße 10, Haus-Nr. 36 c
- 15 04 00 003 08 004 2 0 = Berlin, Stadtbezirk Prenzlauer Berg, Wohnbezirk 3, Straße 8, Haus-Nr. 4 b
- 15 19 09 002 03 003 0 6 = Berlin, Stadtbezirk Pankow, Ortsteil Wilhelmsruh, Wohnbezirk 2, Straße 3, Haus-Nr. 3

### Bezirksnummern für die Bezirke der DDR und Berlin
- 01 = Bezirk Rostock
- 02 = Bezirk Schwerin
- 03 = Bezirk Neubrandenburg
- 04 = Bezirk Potsdam
- 05 = Bezirk Frankfurt
- 06 = Bezirk Cottbus
- 07 = Bezirk Magdeburg
- 08 = Bezirk Halle
- 09 = Bezirk Erfurt
- 10 = Bezirk Gera
- 11 = Bezirk Suhl
- 12 = Bezirk Dresden
- 13 = Bezirk Leipzig
- 14 = Bezirk Karl-Marx-Stadt
- 15 = Berlin, Hauptstadt der DDR

### Aufbau der Wohnungsnummern
- 01 = 1. Geschoss (Erdgeschoss)
- 02 = 2. Geschoss
- 03 = 3. Geschoss

[…]
- 76 = 1. Kellergeschoss
- 77 = 2. Kellergeschoss
- 78 = 3. Kellergeschoss
- 79 = 1. Dachgeschoss
- 80 = 2. Dachgeschoss

An die zweistellige Geschossnummer schloss eine zweistellige Nummer für die Wohnung im Geschoss an. Dabei wurden Wohnungen bzw. Gewerberäume in Bezug auf ihre Haupteingangstür mit 01 beginnend fortlaufend im Uhrzeigersinn nummeriert.